# Хассельрот
Хассельрот (нем. Hasselroth) — община в Германии, в земле Гессен. Подчиняется административному округу Дармштадт. Входит в состав района Майн-Кинциг.  Население составляет 7291 человек (на 31 декабря 2010 года). Занимает площадь 18,92 км².
Община подразделяется на 3 сельских округа.